# Riverina

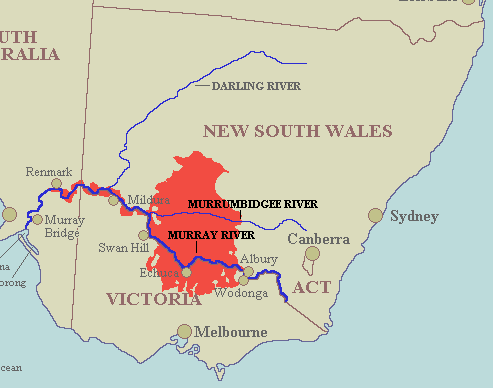
A biorregião Riverina cobre grande parte da área comummente conhecida como Riverina mas estende-se para sul até zonas como Bendigo e para norte como Ivanhoe.

Riverina é uma região agrícola do sudoeste do estado da Nova Gales do Sul (NSW), Austrália. Se distingue de outras regiões australianas pela combinação de planícies, clima quente a quente e um amplo suprimento de água para irrigação. Essa combinação permitiu que Riverina se desenvolvesse em uma das áreas mais produtivas e com maior diversidade agrícola da Austrália. Limitada a sul pelo estado de Victoria e a leste pela Great Dividing Range, a região cobre as áreas de Nova Gales do Sul nas zonas de drenagem de Murray e Murrumbidgee até sua confluência no oeste.